# White Springs
White Springs è un comune degli Stati Uniti d'America, situato nello Stato della Florida, nella contea di Hamilton.